# ルトク県
ルトク県（ルトクけん）は中華人民共和国チベット自治区ガリ地区に位置する県。

## 行政区画
1鎮、4郷を管轄：
- 鎮：ルトク鎮（日土鎮）
- 郷：熱幇郷、日松郷、東汝郷、多瑪郷

## 交通

### 道路
- 国道
  - G219国道